# Cayos Miskitos
Die Cayos Miskitos (engl. Miskito Cays) sind eine Inselgruppe in der Karibik, etwa 45 Kilometer östlich der Miskitoküste Nicaraguas gelegen. Die Gruppe besteht aus einer großen Insel (Cayo Major) mit 37 km² Fläche, elf kleineren Cays mit Vegetation sowie zahlreichen Korallenriffen, Sandbänken und Mangrovenwäldern.
Die unbewohnten Inseln sind Teil des Barriereriffs vor der Ostküste Zentralamerikas und ein bedeutendes Rückzugsgebiet unter anderem für die Echte Karettschildkröte (Eretmochelys imbricata) oder die Suppenschildkröte (Chelonia mydas). Wegen der einzigartigen Artenvielfalt der Korallenriffe wie auch der Mangrovenwälder stehen die Inseln seit 1991 unter Naturschutz und sind ein beliebtes Ziel für Ökotouristen.